# Eleição municipal de Marabá em 2024
A eleição municipal da cidade de Marabá em 2024 ocorreu no dia 6 de outubro (primeiro turno), e tem como objetivo eleger um prefeito, um vice-prefeito, e 21 vereadores responsáveis pela administração da cidade, que terá seu início em 1° de janeiro de 2025, e terá seu término em 31 de dezembro de 2028. O prefeito titular é Tião Miranda (PSD), eleito para o segundo mandato em 2020. Pela legislação eleitoral, como prefeito com dois mandatos consecutivos, Tião Miranda está inapto para disputar o pleito.

## Contexto

### Eleição anterior
Tião Miranda, do Partido Social Democrático (PSD), foi reeleito prefeito de Marabá com 96.103 votos (74,07%), derrotando Doutor Veloso, do extinto Partido Social Liberal (PSL), que obteve 16.500 votos (12,70%). Veloso teve o apoio do governador Helder Barbalho (MDB), enquanto que Miranda conseguiu unir os principais cacifes políticos como o PSDB e o PT numa única coligação.

### Eleições gerais de 2022
Nas eleições para governador, Helder Barbalho (MDB) foi reeleito em primeiro turno obtendo 75.690 votos (57,89%), contra 52.888 votos (40,45%) de Zequinha Marinho (PL) em Marabá. Os outros candidatos somaram 2.165 votos (1,66%) na cidade.
Já no primeiro turno das eleições presidenciais, Jair Bolsonaro (PL) obteve 68.387 votos (49,03%) contra 62.464 votos (44,78%) de Luiz Inácio Lula da Silva (PT) no município. Outros candidatos somaram 8.627 votos (6,19%). No segundo turno, Bolsonaro obteve 74.985 votos (53,99%) e Lula obteve 63.908 votos (46,01%) na região.

## Calendário eleitoral
| Início        | Fim           | Atividades | Status    |
| ------------- | ------------- | --- | --------- |
| 7 de março    | 5 de abril    | Janela partidária para vereadores trocarem de partido visando concorrer às eleições sem perder o mandato. | Realizado |
| 6 de abril    | 6 de abril    | Data-limite para todas as legendas e federações partidárias obterem o registro dos estatutos no TSE e para todos os candidatos terem domicílio eleitoral na circunscrição em que desejam disputar as eleições com a filiação deferida pelo partido. | Realizado |
| 15 de maio    | 15 de maio    | Início da campanha de arrecadação prévia de recursos na modalidade de financiamento coletivo para pré-candidatos, sem realização de pedidos de voto e obedecendo a regras relativas à propaganda eleitoral na Internet.                             | Realizado |
| 20 de julho   | 5 de agosto   | Realização de convenções partidárias para deliberar sobre coligações e escolher candidatos às prefeituras e aos cargos de vereador. Os partidos têm até 15 de agosto para registrar os nomes na Justiça Eleitoral.                                  | Realizado |
| 16 de agosto  | 16 de agosto  | Início das campanhas eleitorais de forma igualitária, podendo qualquer publicidade ou manifestação com pedido explícito de voto antes da data ser considerada irregular e multada.                                                                  | Realizado |
| 30 de agosto  | 3 de outubro  | Veiculação da propaganda eleitoral gratuita no rádio e na televisão. | Realizado |
| 6 de outubro  | 6 de outubro  | Realização do primeiro turno das eleições municipais. | Realizado |
| 11 de outubro | 25 de outubro | Veiculação da propaganda eleitoral gratuita no rádio e na televisão para o segundo turno. | Realizado |
| 27 de outubro | 27 de outubro | Realização de um eventual segundo turno nas cidades com mais de 200 mil eleitores em que o candidato a prefeito mais votado não tenha atingido a metade mais um dos votos válidos.                                                                  | Realizado |

## Candidatos à prefeitura
| Nº | Prefeito(a)  | Prefeito(a)      | Prefeito(a)       | Prefeito(a) | Vice-Prefeito(a) | Vice-Prefeito(a) | Vice-Prefeito(a) | Vice-Prefeito(a)    | Vice-Prefeito(a)                               | Coligação Partido(s)                                                                                    | Ref.          |
| Nº | Candidato(a) | Candidato(a)     | Partido Federação | Cargos relevantes                                                                                                   | Candidato(a)     | Candidato(a)     | Candidato(a)     | Partido Federação   | Cargos relevantes                              | Coligação Partido(s)                                                                                    | Ref.          |
| -- | ------------ | ---------------- | ----------------- | --- | ---------------- | ---------------- | ---------------- | ------------------- | ---------------------------------------------- | --- | ------------- |
| 13 |              | Dirceu Ten Caten | PT FE Brasil      | - Deputado estadual (2015–atualidade)                                                                               |                  |                  | Manoel Rodrigues | PSOL Fed. PSOL REDE | - Professor                                    | Marabá pode mais FE Brasil (PT, PCdoB e PV), Fed. PSOL REDE (PSOL e REDE), PSB e PCO                    | [ 8 ] [ 9 ]   |
| 15 |              | Chamonzinho      | MDB               | - Deputado estadual (2019–atualidade) - Prefeito de Curionópolis (2009–2017) - Vereador de Curionópolis (2001–2009) |                  |                  | Fábio Moreira    | PSD                 | - Secretário Municipal de Obras (2021–2024)    | Pra Marabá avançar MDB, PSD, PRD, PP, UNIÃO, Fed. PSDB Cidadania (PSDB e Cidadania), Republicanos e PDT | [ 8 ] [ 10 ]  |
| 22 |              | Toni Cunha       | PL                | - Deputado estadual (2019–2024) - Vice-prefeito de Marabá (2017–2019) - Delegado                                    |                  |                  | João Tatagiba    | PODE                | - Presidente municipal do Podemos - Empresário | Todos pela Cidade PL, PODE e Avante                                                                     | [ 11 ] [ 12 ] |

### Desistências
- Irismar Melo (PP): Apesar de ter oficializado a sua candidatura em 2 de agosto de 2024, a ex-vereadora de Marabá resolveu desistir do projeto e declarar apoio à Chamonzinho (MDB).[13][14][15]

### Canceladas
- Tiãozinho Miranda (PODE): Sua candidatura era incerta, visto que Tião Miranda (PSD) oficializou seu apoio à Chamonzinho (MDB) e o diretório municipal do Podemos optou por apoiar e lançar como vice João Tatagiba na chapa de Toni Cunha (PL).[12]

## Candidatos à vereança
A regra eleitoral permite que um Partido ou Federação indique uma chapa que contenha, no máximo, 100% das vagas em disputa mais 1. No caso de Marabá, o número máximo de candidaturas é de 22.
A tabela a seguir apresenta o número de candidaturas em cada Partido e Federação, estando agrupados a partir de coligações na disputa do poder executivo. Lembre-se que a coligação em eleições proporcionais não existe mais no Brasil, sendo demonstrada a coligação majoritária apenas a título de visualização agrupada.
| Coligação ao executivo              | Partido ou federação | Partido ou federação | Candidatos | Candidatos     | Candidatos | Candidatos |
| ----------------------------------- | -------------------- | -------------------- | ---------- | -------------- | ---------- | ---------- |
| Pra Marabá avançar (158 candidatos) |                      |                      |            |                |            |            |
|                                     | PDT                  | 22                   | 22         | 22             | 22         |            |
|                                     | Republicanos         | 21                   | 21         | 21             | 21         |            |
|                                     | PSDB-Cidadania       | 21                   |            | PSDB           | 13         |            |
|                                     | PSDB-Cidadania       | 21                   | Cidadania  | 8              |            |            |
|                                     | PSD                  | 20                   | 20         | 20             | 20         |            |
|                                     | PRD                  | 19                   | 19         | 19             | 19         |            |
|                                     | PP                   | 19                   | 19         | 19             | 19         |            |
|                                     | MDB                  | 18                   | 18         | 18             | 18         |            |
|                                     | UNIÃO                | 17                   | 17         | 17             | 17         |            |
| Todos pela cidade (57 candidatos)   |                      |                      |            |                |            |            |
|                                     | PL                   | 20                   | 20         | 20             | 20         |            |
|                                     | PODE                 | 19                   | 19         | 19             | 19         |            |
|                                     | Avante               | 18                   | 18         | 18             | 18         |            |
| Marabá pode mais (49 candidatos)    |                      |                      |            |                |            |            |
|                                     | FE Brasil            | 22                   |            | PT             | 15         |            |
|                                     | FE Brasil            | 22                   | PCdoB      | 2              |            |            |
|                                     | FE Brasil            | 22                   | PV         | 5              |            |            |
|                                     | PSOL-REDE            | 3                    |            | PSOL           | 3          |            |
|                                     | PSOL-REDE            | 3                    | REDE       | Sem candidatos |            |            |
|                                     | PCO                  | 3                    | 3          | 3              | 3          |            |
|                                     | PSB                  | 21                   | 21         | 21             | 21         |            |
| Total                               | Total                | Total                | 264        | 264            | 264        | 264        |

## Pesquisas eleitorais
As pesquisas buscam analisar como seria o resultado da eleição se ela ocorresse no dia em que os dados dos entrevistados foram coletados, não tendo como objetivo pela porcentagem de confiança, prever o resultado final da eleição.
| Doxa             | 30/Set-2/Out/2024  | 600         | 53.4% | 32.4% | 14.2% | – | – | 21% | [ 18 ] | | | |
| Doxa             | 30/Set-2/Out/2024  | 600         | 46.2% | 28.1% | 12.3% | – | 13.4% | 18.1% | [ 18 ] | | | |
| Ampla            | 9-12/Set/2024      | 800         | 39% | 39.4% | 9.4% | – | 12.3% | 0.4% | [ 19 ] | | | |
| Ampla            | 9-12/Set/2024      | 800         | 27.5% | 29.5% | 6.3% | – | 36.8% | 2% | [ 19 ] | | | |
| Doxa             | 2-6/Set/2024       | 600         | 53.1% | 25.2% | 9.9% | – | 11.8% | 27.9% | [ 20 ] | | | |
| Doxa             | 2-6/Set/2024       | 600         | 36% | 15.2% | 4.7% | – | 44.1% | 20.8% | [ 20 ] | | | |
| Acertar          | 28/Ago-1/Set/2024  | 800         | 52.1% | 26.2% | 9.8% | – | 11.9% | 25.9% | [ 21 ] | | | |
| Acertar          | 28/Ago-1/Set/2024  | 800         | 32.9% | 17.5% | 5.1% | 1% | 43.5% | 15.4% | [ 21 ] | | | |
| Acertar          | 7-11/Ago/2024      | 840         | 51.7% | 27.9% | 7.5% | – | 12.9% | 23.8% | [ 22 ] | | | |
| Acertar          | 7-11/Ago/2024      | 840         | 59.4% | 32% | 8.6% | – | – | 27.4% | [ 22 ] | | | |
| 31/Jul/2024      | 31/Jul/2024        | 31/Jul/2024 | O prefeito Tião Miranda (PSD) decide oficializar o seu apoio á Chamonzinho (MDB), indicando Fábio Moreira como vice na chapa. | O prefeito Tião Miranda (PSD) decide oficializar o seu apoio á Chamonzinho (MDB), indicando Fábio Moreira como vice na chapa. | O prefeito Tião Miranda (PSD) decide oficializar o seu apoio á Chamonzinho (MDB), indicando Fábio Moreira como vice na chapa. | O prefeito Tião Miranda (PSD) decide oficializar o seu apoio á Chamonzinho (MDB), indicando Fábio Moreira como vice na chapa. | O prefeito Tião Miranda (PSD) decide oficializar o seu apoio á Chamonzinho (MDB), indicando Fábio Moreira como vice na chapa. | O prefeito Tião Miranda (PSD) decide oficializar o seu apoio á Chamonzinho (MDB), indicando Fábio Moreira como vice na chapa. | O prefeito Tião Miranda (PSD) decide oficializar o seu apoio á Chamonzinho (MDB), indicando Fábio Moreira como vice na chapa. | O prefeito Tião Miranda (PSD) decide oficializar o seu apoio á Chamonzinho (MDB), indicando Fábio Moreira como vice na chapa. | O prefeito Tião Miranda (PSD) decide oficializar o seu apoio á Chamonzinho (MDB), indicando Fábio Moreira como vice na chapa. | O prefeito Tião Miranda (PSD) decide oficializar o seu apoio á Chamonzinho (MDB), indicando Fábio Moreira como vice na chapa. |
| Fonte            | Data(s) conduzidas | Amostragem  | Chamonzinho MDB | Toni Cunha PL | Dirceu Ten Caten PT | Outros | Abst. Indec. | Vantagem | Ref. | | | |
| Fonte            | Data(s) conduzidas | Amostragem  | | | | Outros | Abst. Indec. | Vantagem | Ref. | | | |
| Doxa             | 15-17/Jul/2024     | 605         | 46.2% | 12.1% | 11.4% | 3.8% | 15.4% | 34.1% | [ 24 ] | | | |
| Paraná Pesquisas | 12-14/Jul/2024     | 680         | 40.3% | 31.2% | 7.2% | 9.3% | 12.0% | 9.1% | [ 25 ] | | | |
| Paraná Pesquisas | 12-14/Jul/2024     | 680         | 43.7% | 34.3% | 8.5% | – | 13.5% | 9.4% | [ 25 ] | | | |
| Paraná Pesquisas | 12-14/Jul/2024     | 680         | 49.7% | 37.1% | – | – | 13.2% | 12.6% | [ 25 ] | | | |

## Resultados

### Prefeito
| Candidato(a)                                             | Candidato(a)                                             | Vice                                                     | 1º turno 6 de outubro | 1º turno 6 de outubro |         |         |
| Candidato(a)                                             | Candidato(a)                                             | Vice                                                     | Votação               | Votação               | Votação | Votação |
| Candidato(a)                                             | Candidato(a)                                             | Vice                                                     | Total                 | Percentagem           |         |         |
| -------------------------------------------------------- | -------------------------------------------------------- | -------------------------------------------------------- | --------------------- | --------------------- | ------- | ------- |
|                                                          | Toni Cunha (PL)                                          | João Tatagiba (PODE)                                     | 69.666                | 51,08%                |         |         |
|                                                          | Chamonzinho (MDB)                                        | Fábio Moreira (PSD)                                      | 46.412                | 34,03%                |         |         |
|                                                          | Dirceu Ten Caten (PT)                                    | Manoel Rodrigues (PSOL)                                  | 20.299                | 14,88%                |         |         |
| → Total de votos válidos                                 | → Total de votos válidos                                 | → Total de votos válidos                                 | 136.377               | 95,59%                |         |         |
| → Votos em branco                                        | → Votos em branco                                        | → Votos em branco                                        | 2.301                 | 1,61%                 |         |         |
| → Votos nulos                                            | → Votos nulos                                            | → Votos nulos                                            | 3.984                 | 2,69%                 |         |         |
| Total                                                    | Total                                                    | Total                                                    | 142.662               | 80,96%                |         |         |
| Abstenções                                               | Abstenções                                               | Abstenções                                               | 33.541                | 19,04%                |         |         |
| Total de inscritos                                       | Total de inscritos                                       | Total de inscritos                                       | 176.523               | 100%                  |         |         |
| Relação da população municipal ao total de votos válidos | Relação da população municipal ao total de votos válidos | Relação da população municipal ao total de votos válidos | 288.513               | ~47,27%               |         |         |
| Relação da população municipal ao total de inscritos     | Relação da população municipal ao total de inscritos     | Relação da população municipal ao total de inscritos     | 288.513               | ~61,18%               |         |         |

| Partido | Partido | Candidato   | Votos   | Votos (%) |
| ------- | ------- | ----------- | ------- | --------- |
|         | PL      | Toni        | 69 666  | 51,08%    |
|         | MDB     | Chamonzinho | 46 412  | 34,03%    |
|         | PT      | Dirceu      | 20 299  | 14,88%    |
| Totais  | Totais  | Totais      | 136 377 |           |
| Fonte:  |         |             |         |           |

### Composição Câmara Municipal

#### Vereadores Eleitos
PL: 4
  MDB: 3
  UNIÃO: 3
  PSD: 3
  PDT: 2
  PRD: 2
  PSB: 1
  PSDB: 1
  Republicanos: 1
  PT: 1

| Vereadores               | Partido      | Votação | Percentual | Cidade onde nasceu | Unidade federativa |
| Fernando Henrique        | PL           | 3.957   | 2,87%      | Marabá             | Pará               |
| Aerton Grande            | UNIÃO        | 3.073   | 2,23%      | Marabá             | Pará               |
| Ilker Moraes             | MDB          | 3.051   | 2,21%      | Marabá             | Pará               |
| Ronaldo da Trinta e Três | PDT          | 2.937   | 2,13%      | Itapaci            | Goiás              |
| Maiana Stringari         | PDT          | 2.853   | 2,07%      | Jaraguá do Sul     | Santa Catarina     |
| Pacheco                  | PL           | 2.799   | 2,03%      | Marabá             | Pará               |
| Ubirajara Sompre         | MDB          | 2.524   | 1,83%      | Marabá             | Pará               |
| Marcelo Alves            | PT           | 2.295   | 1,66%      | Marabá             | Pará               |
| Dra. Cristina Mutran     | MDB          | 2.099   | 1,52%      | Belém              | Pará               |
| Marcio do São Felix      | PSDB         | 2.081   | 1,51%      | Marabá             | Pará               |
| Vanda Américo            | UNIÃO        | 2.019   | 1,46%      | Marabá             | Pará               |
| Pedrinho Correa          | PRD          | 1.962   | 1,42%      | Abaetetuba         | Pará               |
| Dato do Onibus           | UNIÃO        | 1.879   | 1,36%      | Marabá             | Pará               |
| Orlando Elias            | PSB          | 1.807   | 1,31%      | Marabá             | Pará               |
| Marcos Andrade           | PSD          | 1.717   | 1,24%      | Araguatins         | Tocantins          |
| Pastor Ronisteu          | PL           | 1.709   | 1,24%      | Araguaína          | Tocantins          |
| Dean Guimarães           | PSD          | 1.691   | 1,23%      | Imperatriz         | Maranhão           |
| Priscila Veloso          | PSD          | 1.669   | 1,21%      | Rondon do Pará     | Pará               |
| Cabo Rodrigo             | PL           | 1.534   | 1,11%      | Carolina           | Maranhão           |
| Jocenilson               | PRD          | 1.463   | 1,06%      | Araguatins         | Tocantins          |
| Miterran Feitosa         | Republicanos | 1.260   | 0,91%      | Marabá             | Pará               |